# Grimpoteuthis
Grimpoteuthis é um gênero de polvo pelágico da família Opisthoteuthidae conhecido pelo nome comum polvo-dumbo. O nome "dumbo" se origina de sua semelhança com o personagem-título do filme da Disney de 1941, Dumbo, com uma barbatana em forma de orelha proeminente que se estende a partir do manto acima de cada olho, Existem 13 espécies reconhecidas no gênero. Suas presas incluem crustáceos, bivalves e copépodes. O tempo médio de vida de várias espécies Grimpoteuthis é de 3 a 5 anos.[carece de fontes?]

## Espécies e taxonomia
| Nome da espécie             | Referência          | Alcance geográfico                                                         | Alcance de profundidade (metros) | Notas taxonômicas |
| --------------------------- | ------------------- | -------------------------------------------------------------------------- | -------------------------------- | --- |
| Grimpoteuthis abyssicola    | O'Shea, 1999        | Pacífico Sul (ao largo da Nova Zelândia e Austrália)                       | 3145–3180                        | |
| Batinectes de Grimpoteuthis | Voss & Pearcy, 1990 | Pacífico Norte (planícies abissais de Tufts e Cascadia ao largo de Oregon) | 3932                             | |
| Grimpoteuthis Boylei        | Collins, 2003       | Atlântico Nordeste (planícies abissais Porcupine e Madeira)                | 4845–4847                        | |
| Grimpoteuthis challengeri   | Collins, 2003       | Atlântico Nordeste (planície abissal Porcupine)                            | 4828–4838                        | |
| Grimpoteuthis discoveryi    | Collins, 2003       | Atlântico Nordeste                                                         | 2600–4870                        | |
| Grimpoteuthis hippocrepium  | Hoyle, 1905         | Pacífico Leste (perto da Ilha de Malpelo)                                  | 3334                             | Anteriormente atribuído ao gênero Stauroteuthis; conhecido de um único indivíduo "tristemente mutilado", de acordo com Hoyle |
| Grimpoteuthis innominata    | O'Shea, 1999        | Pacífico Sul (leste da Nova Zelândia)                                      | 2000                             | Alternativamente classificado como Enigmatiteuthis                                                                           |
| Grimpoteuthis meangensis    | Hoyle, 1885         | Pacífico Ocidental (ao largo das Ilhas Meangis, perto das Filipinas)       | 925                              | Anteriormente atribuído aos gêneros Cirroteuthis e Stauroteuthis                                                             |
| Grimpoteuthis megaptera     | Verrill, 1885       | Atlântico noroeste (sudeste de Martha's Vineyard)                          | 4600                             | Anteriormente atribuído ao gênero Cirroteuthis                                                                               |
| Grimpoteuthis pacifica      | Hoyle, 1885         | Pacífico Sul (perto de Papua-Nova Guiné)                                   | 4500                             | Anteriormente atribuído ao gênero Cirroteuthis                                                                               |
| Grimpoteuthis plena         | Verrill, 1885       | Atlântico Noroeste                                                         | 2000                             | Anteriormente atribuído ao gênero Cirroteuthis                                                                               |
| Grimpoteuthis tuftsi        | Voss & Pearcy, 1990 | Pacífico Norte (planícies abissais de Tufts e Cascadia ao largo de Oregon) | 3900                             | |
| Grimpoteuthis umbellata     | P. Fischer, 1883    | Atlântico Norte (ao largo de Marrocos, Ilhas Canárias e Açores)            | 2235                             | Anteriormente atribuído ao gênero Cirroteuthis                                                                               |
| Grimpoteuthis wuelkeri      | Grimpe, 1920        | Atlântico Nordeste e Noroeste                                              | 2055                             | |

Como observado acima, muitas espécies coletadas na expedição Challenger foram inicialmente classificadas nos gêneros Cirroteuthis e Stauroteuthis. Várias espécies anteriormente classificadas neste gênero foram movidas para outros gêneros opisthoteuthidae. Uma nova família, Grimpoteuthididae, foi proposta para acomodar essas espécies e as do gênero Enigmatiteuthis. A persistente confusão e disparidade sobre a taxonomia dessas espécies foi atribuída à má qualidade e ao número limitado de espécimes disponíveis para estudo.

## Alcance e habitat

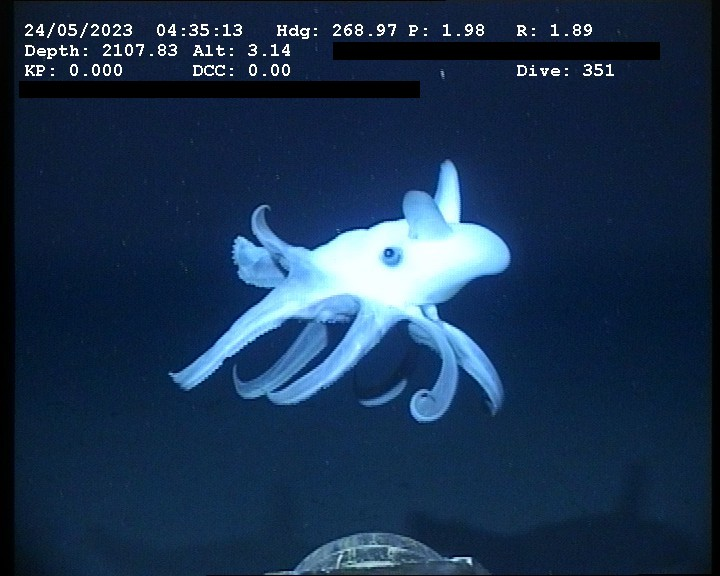
Grimpotheuthis 2108 m no largo de Guiana

Presume-se que as espécies Grimpoteuthis tenham uma distribuição mundial, vivendo no frio, em profundidades abissais que variam de 1 000 a 7 000 metros. Espécimes foram encontrados na costa de Óregon, Filipinas, Martha's Vineyard, Açores, Nova Zelândia, Austrália, Califórnia, Golfo do México e Nova Guiné. Os polvos-dumbo estão entre os polvos vivos conhecidos que vivem em maior profundidade. Em 2020, Grimpoteuthis foi avistado a cerca de 7 000 m de profundidade na Fossa de Java.

## Ameaças
As espécies Grimpoteuthis enfrentam poucas ameaças diretas dos humanos, vivendo a profundidades de 1 000 metros e abaixo. Predadores naturais incluem tubarões e cefalópodes predadores. O Grimpoteuthis não tem glândula de tinta. Em vez disso, eles usam suas células cromatóforas para mudar as cores, o que os ajuda a evitar predadores. Algumas mudanças de cor podem ser vermelhas, brancas, rosas ou marrons; ou podem usar a cor para se camuflarem para se misturarem com a aparência do fundo do oceano. Grimpoteuthis se alimentam de vermes, crustáceos e copépodes.

## Movimentação, características e alimentação
Observou-se que espécimes de Grimpoteuthis nadam usando o movimento das nadadeiras. Embora tenha sido sugerido que as espécies de Grimpoteuthis são capazes de propulsão a jato, isto tem sido considerado improvável. O movimento dos braços pode ser utilizado para ajudar o animal a mover-se em qualquer direção. Os braços permitem ao animal rastejar ao longo do fundo do mar, capturar presas, pôr ovos, explorar, etc. Os dumbos pairam sobre o fundo do mar, à procura de poliquete, copépodes pelágicos, isópodes, anfípodos, e outros crustáceos para se alimentar. Para capturar a sua presa, o polvo-dumbo lança-se ao alvo, que é engolido inteiro. Também é interessante saber que, ao contrário de outros polvos, os polvos-dumbo não produzem tinta. Isso faz sentido, considerando o fato de que seu habitat é um lugar profundo e escuro no oceano. Em vez de glândulas de tinta, os polvos-dumbo tiram proveito de uma estrutura semelhante a um fio em suas ventosas para ajudá-los a sentir o ambiente ao redor, bem como para procurar alimentos. O polvo-dumbo tem uma característica distinta, o que antes se pensava ser uma ou mais manchas brancas acima dos seus olhos, perto da base das barbatanas, são na verdades manchas transparentes que funcionam para detectar luz (desfocada).

## Reprodução
As fêmeas não têm um período distinto para a reprodução. As fêmeas transportam vários ovos em várias fases de maturação, sugerindo que não têm um período ideal de reprodução. Os polvos machos têm uma protuberância separada em um dos seus braços que transporta um pacote de esperma encapsulado para a fêmea. Após o acasalamento, as fêmeas podem armazenar os espermatozoides do macho até que as condições sejam adequadas para permitir o início do processo de reprodução. Assim que a fêmea encontra um ambiente adequado no fundo do mar, ela planta seus ovos em uma superfície dura, como uma rocha, e espera que os ovos eclodam. Como em outros polvos, as fêmeas não investem mais tempo nos filhotes após a eclosão porque, uma vez nascidos, são capazes de se defender. Em 2018, Shea et al. determinou que os filhotes de Grimpoteuthis emergem como jovens "totalmente competentes" com todas as características sensoriais e motoras para sobreviver por conta própria. As fêmeas podem ser distinguidas dos machos pelo tipo de corpo. As fêmeas podem ser distinguidas dos machos pelo tipo de corpo. As fêmeas têm um tipo de corpo gelatinoso muito mais prevalente, sendo o tamanho mais largo do que o comprimento, tendo 1,5 a 2 vezes mais braços curtos. Outras diferenças incluem as fêmeas com conchas em formato de U, olhos maiores, e guelras com seis lamelas.